# Herm (Landes)
Herm ist eine französische Kleinstadt mit 1189 Einwohnern (Stand 1. Januar 2022) im Département Landes in der Region Nouvelle-Aquitaine. Der Ort liegt im Marensin, einer Küstenregion der Landes.
Die Bewohner heißen Hermois(es).

## Geografie
Herm liegt im Forêt des Landes, dem größten zusammenhängenden Waldgebiet Westeuropas, vorwiegend mit Pinienbewuchs. Der Ort liegt in der Mitte des Dreiecks, das die Orte Magescq (südwestlich), Castets (nordöstlich) und Dax (südöstlich) bilden.
Herm wird am westlichen Ortsrand berührt vom kleinen, aber stark Wasser führenden Bach Saunus, der im Ortsteil Sourdat entspringt und nach Magescq weiterfließt, wo er eine Getreidemühle antreibt. Ab hier trägt er den Namen Magescq.
Über die Autobahn A63 (Bordeaux – Biarritz) (AS Magescq) ist der Ort verkehrstechnisch gut angebunden. Der nächste Bahnhof ist in Dax, von wo man in 4 h Paris erreicht, der nächste Flughafen befindet sich in Biarritz. Der Ort wird von vier Straßen durchquert, die ihn mit Dax, Magescq, Castets und Gourbera verbinden.

## Geschichte
Über den Ursprung des Stadtnamens ist in einer Broschüre der Touristinformation der Gemeinde nachzulesen, dass er vom altgr. Wort eremos hergeleitet wurde, was Eremit bedeutet. Das lässt vermuten, dass es hier ursprünglich eine Einsiedelei gab, um die sich das Dorf entwickelte.
Andere Quellen führen den Namen auf das lateinische Wort heremus zurück, was Haltepunkt oder Rastplatz bedeutet. Dieser Meinung schloss sich auch ein früherer Präsident der Borda-Gesellschaft an in seinem Buch über die Landes und seine Bewohner.
Die erste urkundliche Erwähnung des Namens erschien am 16. Januar 1407 in einer Schenkungsurkunde der Gemeinde, zwischen anderen Lehen, an einen Ritter namens Jean de Tiptost, Schatzmeister des Palais des Königs von England und Senechall von Lannes, durch seine Frau Jeanne Philippa,
1428, nach dem Tod des Pfarrers von Herm, Jean de Mauvoisin, kamen Kirche und Pfarrei in die Obhut der Abtei von Divielle. Divielle ist heute eine Klosterruine auf dem Gebiet der südfranzösischen Gemeinde Goos in Landes, etwa 10 km östlich von Dax. Von ihren letzten Bewohnern, den Trappisten, wurde die Abtei 1932 verlassen. In der Nähe errichteten die Klosterbrüder eine Scheune für die Abtei (franz. grange), die der noch heute existierenden Flurbezeichnung Lagrange ihren Namen gab. Hier im Südosten des heutigen Marktfleckens war also die ursprüngliche Kirche von Herm.
Die Karte des französischen Kartografen Cassini, die 1791 veröffentlicht wurde, zeigte parallel zur Straße von Castets nach Dax (die heutige D 947) eine gerade, punktierte Linie. Das konnte nur eine frühere Straße aus gallorömischer Zeit sein. Tatsächlich konnte eine Straße nachgewiesen werden, die die römische Küstenstraße in der Gegend von Mixe mit Dax verband, mit einer Abzweigung, die nach Gründung der Stadt geschaffen wurde. Alte notarielle Aufzeichnungen sprechen von einem „römischen Weg“ (altfranz. camin roumiou), der an Herm vorbeiführte. Die Wegverbindung ist teilweise auch deshalb interessant, weil sie durch ein Gebiet führt, das den Flurnamen „Jacquelous“ trägt, der auf den Jakobsweg hinweist.
Es gab im 18. Jahrhundert zwei Familien, die das Geschehen in Herm und Umgebung bestimmten: Die Familie Hosseleyre, erste Erwähnung in der Gemeinde um die Mitte des 17. Jahrhunderts mit dem königlichen Notar Jean-Placide Hosseleyre und seinem Sohn Pierre, der der letzte Lehnsherr in Herm war. Und die Familie Desbiey aus Dèze (ein Landstrich bei Magescq mit einer Mühle, die der Familie gehörte und bei der sie lange Zeit wohnte), die von Jean Desbiey abstammte, der sich als Müller 1670 in Herm niedergelassen hatte. Sein Sohn Pierre, Schmied, heiratete 1719 die Tochter des Notars Hosseleyre. Sein Enkel Pierre, der von 1748 bis 1821 lebte, wurde Notar und Staatsanwalt für Steuerrecht von Magescq und Castets. Sein Sohn François-Xavier, Chirurg und Urkundsbeamter aus Castets, ließ sich in Magescq nieder und wurde dort Bürgermeister. Eine Liste vom 29. November 1802 der sechshundert größten Steuerpflichtigen des Departements führt vier Namen aus Herm auf: Pierre Hosseleyre, Pierre und François-Xavier Desbiey und Jean Lacoste.

Das kleine Schloss der Familie Coyola steht heute noch an der „Rue Coyola“, die nach Dax führt. Es wurde von Louis Coyola erbaut, von 1930 bis 1950 Präsident der Landwirtschaftskammer der Landes. Er war der Bruder von Antoine Coyola, dem letzten Bürgermeister aus der Familie. Louis Coyola wurde der erste Präsident der U.S.H. (L'Union Sportif Hermoise – der Sportverein von Herm).
Am 13. und 14. Juni 1949 kam es zu einem verheerenden Waldbrand, verursacht durch einen Kleinlastwagen, der mit einem Holzgasmotor betrieben wurde und auf der Straße Castets–Dax fuhr. Durch ungünstige Winde beeinflusst, wurden über 800 ha Pinienwald vernichtet. Eine Destillerie, in der 30.000 Liter Benzin lagerten, wurde verschont.

## Bevölkerungsentwicklung
| Jahr                       | 1962 | 1968 | 1975 | 1982 | 1990 | 1999 | 2010 | 2017 |
| Einwohner                  | 723  | 674  | 595  | 617  | 694  | 783  | 1044 | 1129 |
| Quellen: Cassini und INSEE |      |      |      |      |      |      |      |      |

## Kultur und Sehenswürdigkeiten

Kirche Sainte-Madeleine
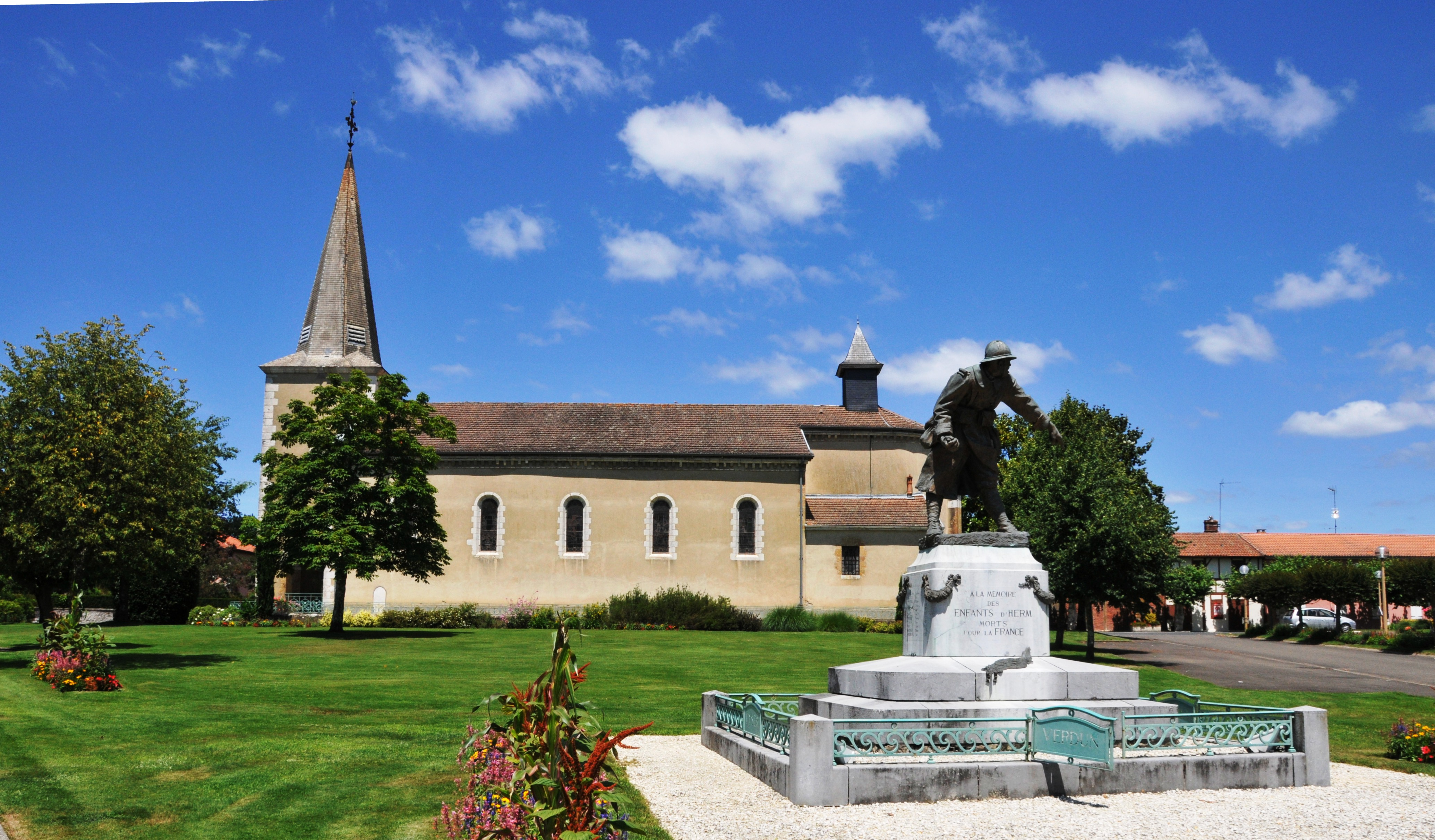
Kirche Sainte-Madeleine mit Kriegerdenkmal
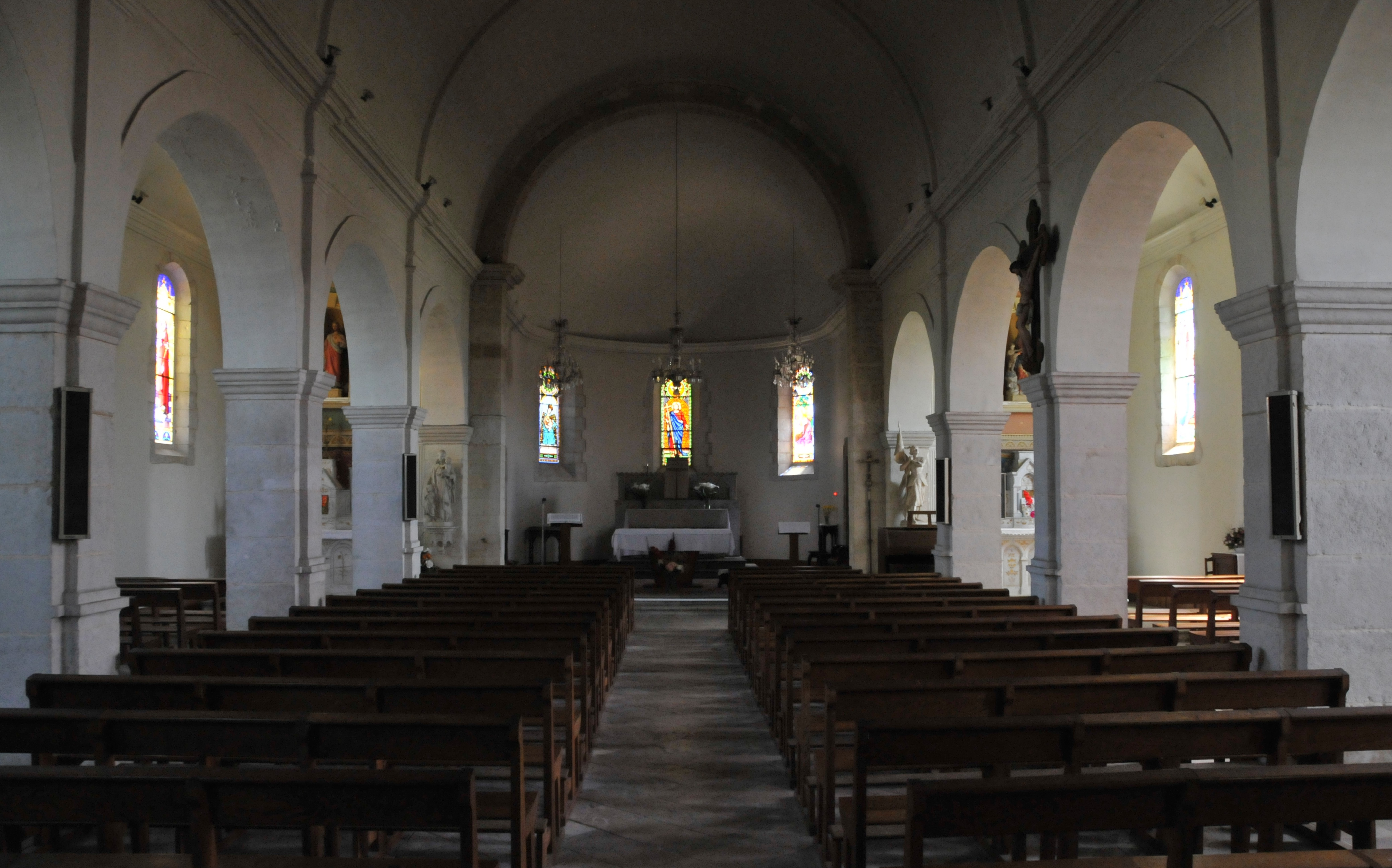
Kircheninneres
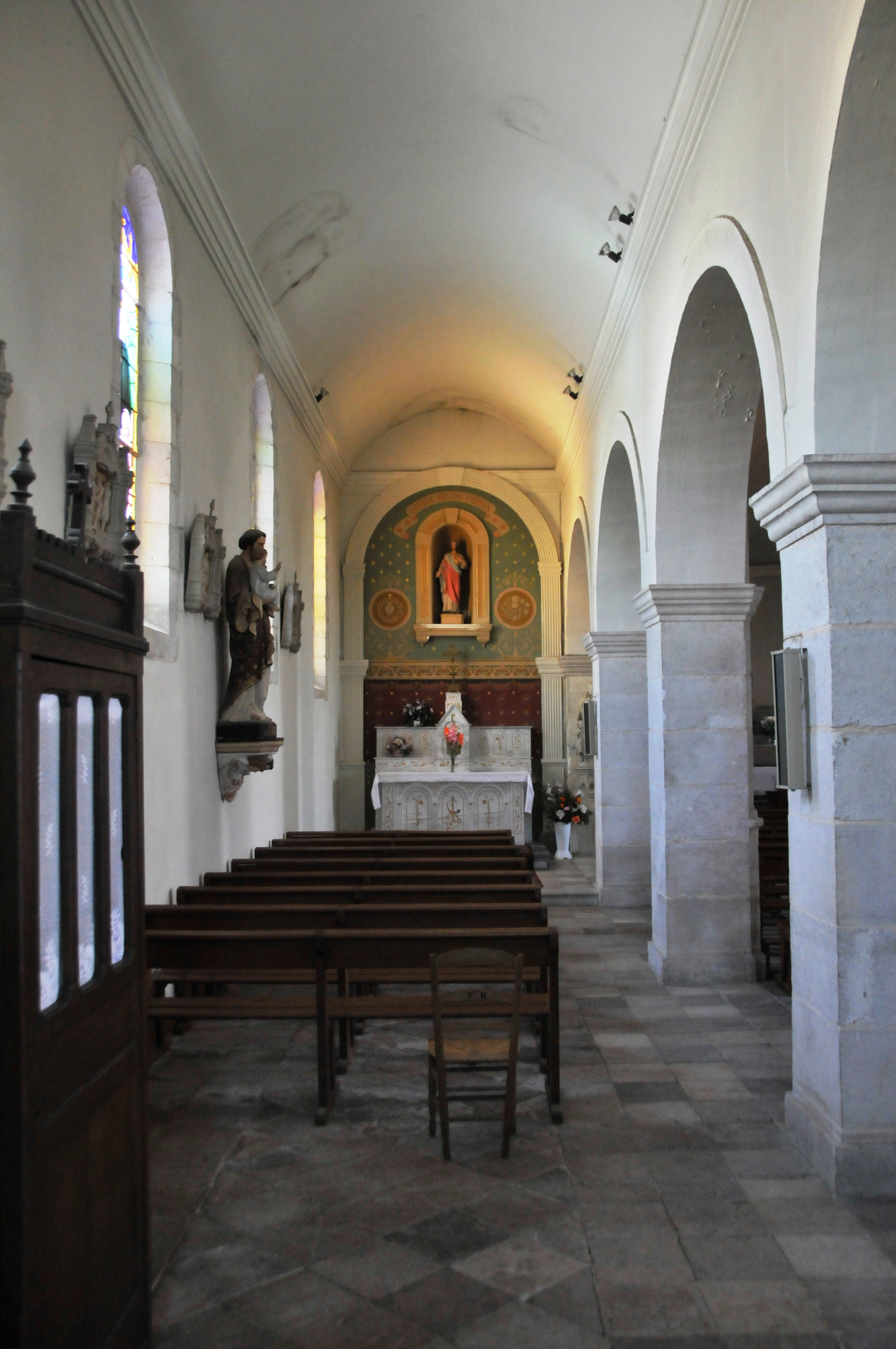
Kirchenschiff
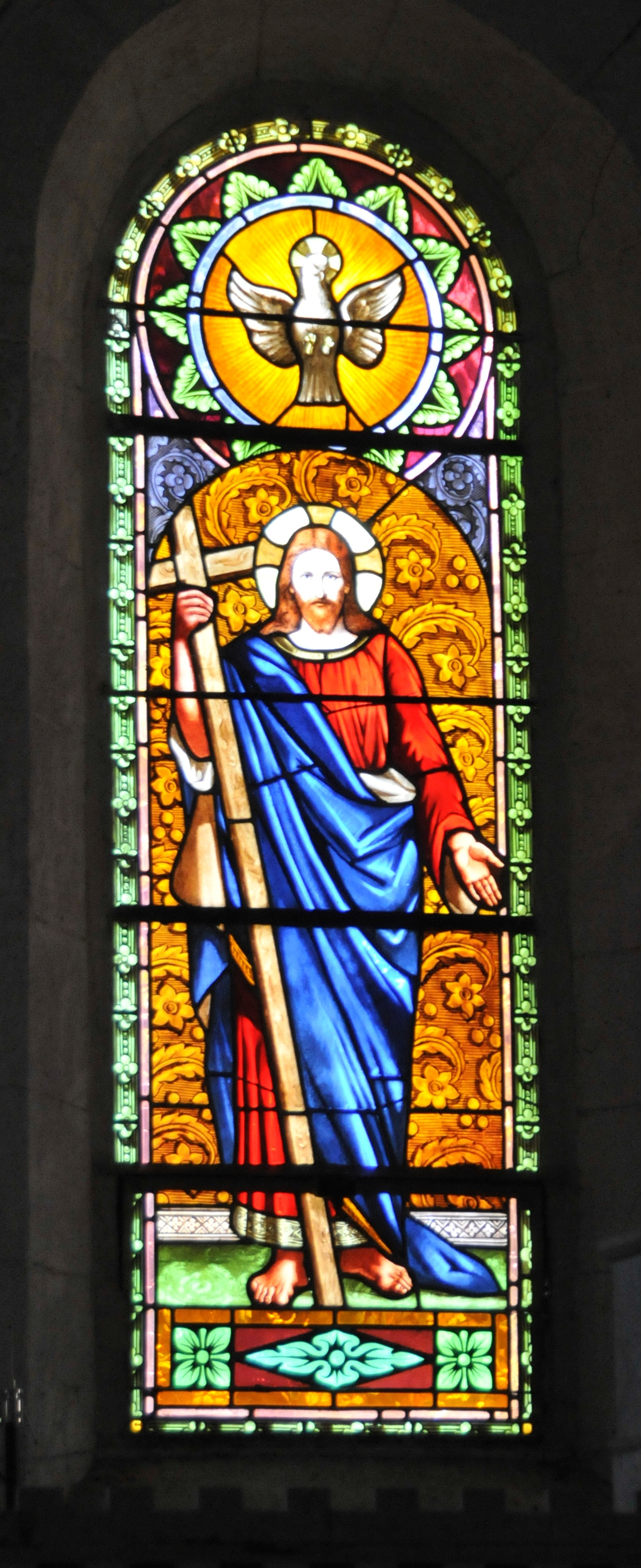
Kirchenfenster

- Mittelpunkt des Ortes und wichtigste Sehenswürdigkeit ist die Kirche Sainte-Madeleine an der Kreuzung der Hauptverkehrswege. Sie ist romanischen Ursprungs und wurde 1863 wieder aufgebaut. 1975 wurde sie renoviert.
- Rugby-Stadion; hier spielt Pachy d’Herm, ein erfolgreicher Rugby-Club für Frauen (Rugby à XV)
- Der Ort verfügt zudem über etliche der Wohnhäuser im Stil der Landes, die zudem noch reich mit Blumen geschmückt sind, die dem Ort die Auszeichnung mit drei Blüten als einer der blumengeschmückten Orte Frankreichs (villes et villages fleuri) einbrachte.

## Vereinsleben
- L'Union Sportive Hermoise (L'U.S.H. – Sportverein Herm). Wie im gesamten Südwesten Frankreichs spielt Rugby auch in Herm eine übergeordnete Rolle im Vereinsleben und ist die wichtigste Sportdisziplin im Verein. Vor 1920 hatten nur Ortschaften mit einer gewissen Bedeutung Sportvereine. In Herm wurden die Rugby-Spiele zuweilen anlässlich von Dorffesten oder Feiertagen ausgerichtet, besonders aber an Karneval. 1921 gründete sich der erste Club Cercle sportif hermois (Freunde des Sports in Herm). Er wurde unter der Leitung des Bäckers Ernest Quillacq gestartet, aber das war noch nichts Offizielles. Die Gestaltung dieses noch jungen Teams vollendete in den Folgejahren Fernand Darreuyre aus Mimbaste, einem nahegelegenen Dorf. Er war in Herm verheiratet. Während der 20. Mai 1923 der offizielle Gründungstag der U.S.H. war, wurde bereits am 8. April 1922 das erste Rugby-Match ausgetragen. Die Trikotfarbe der Spieler gab ihnen den Namen Les bleues (die Blauen). Bürgermeister Antoine Coyola spendierte ein Terrain, auf dem das städtische Stadion errichtet werden konnte.

Von 1930 bis 1935 hatte der Verein noch zwei weitere Teams: Crosslauf und Basketball. Der Crosslauf eignete sich sehr zum Training der Rugby-Spieler. Vor allem zwei Sportler aus dieser Zeit verdienen eine Erwähnung: Jean Lartigue aus Castets, der ein bemerkenswerter Läufer wurde, und vor allem Gérard Barrère, der mehrfacher Meister des Départements über 1500 m wurde. Ausgewählt als Läufer für das Jean-Bouin-Stadion in Paris, lief er auch mit Roger Rochard lief. Georges Lafaurie, ebenfalls ein hervorragender Läufer, brachte nach drei aufeinander folgenden Siegen von 1927 bis 1929 die Trophäe Challenge Joseph Lacoste nach Herm.
Eine Schießsportabteilung hatte der Verein ebenfalls. Schießsportwettkämpfe fanden besonders an Feiertagen statt. Des Weiteren unterhielt die L'U.S.H. ein Radsportteam mit einigen damals bekannten Größen.
Das Vereinsleben wurde mehrmals wie auch anderswo unterbrochen in den Jahren 1939–1940, von 1948 bis 1952 und von 1963 bis 1970. Ab 1963 wurde weniger Rugby gespielt, dafür jedoch mehr Basketball. 1983 kamen weitere Disziplinen hinzu: Tennis und Pétanque.
Im September 1990 wurde die Frauen-Rugby-Riege gegründet. Sie trägt den Namen Les Pachys d'Herm (Die Dickhäuter aus Herm). Bis heute ist dieses Team in Frankreich sehr erfolgreich. Mehrere Spielerinnen gehören der französischen Rugby-Nationalmannschaft an. 1999 gliederte sich dieses Team aus der L'U.S.H. aus und gründete seinen eigenen Verein. Seit 1996 hatte sich allerdings schon ein zweites Frauen-Rugby-Team gebildet und eine Rugby-Schule wurde ins Leben gerufen.
- La Société Musicale Hermoise (Musikverein Herm). Am 24. Januar 1926 wurde die "Musikalische Gesellschaft" gegründet. Die Vereinssatzung sah vor, "gemeinsam zu musizieren und Konzerte zu organisieren". 1952 wurde die Satzung um die Auflage erweitert, Musikschüler heranzubilden. Sie war nun eine Gesellschaft des öffentlichen Bildungswesens. Ein Foto aus diesen Zeiten zeigt eine Gruppe mit etwas über 30 Männern vorwiegend älteren Semesters, flankiert von einer jungen Frau und dem Pfarrer. Im Vordergrund eine stattliche Zahl von Instrumenten für die klassische Dorf-Marschmusik mit "Pauken und Trompeten".

## Wirtschaft
- POLYPLAST, ein ehemaliger Betrieb zur Herstellung von Booten aus Polyester. Der Betrieb wurde 1963 als Ableger einer Bootsfabrik aus Bordeaux von Lucien Lanaverre gegründet, der hier einen Teil seiner Kindheit verbracht hatte. 1977 wurde der Betrieb geschlossen. Die Nachfolger sind 1983 in Konkurs gegangen. Lanaverre-Boote sind heute noch im Handel.

## Persönlichkeiten
- Gérard Barthe (1913–1988), letzter Pfarrer von Herm, zuvor von Lüe (kleiner Ort zwischen Mimizan und Labouheyre). Er starb zurückgezogen in einem Altenheim in Buglose
- Louis Coyola
- Michel Noyer (1900–1975), Lehrer und Schulleiter und während vieler Jahre stellvertretender Bürgermeister von Herm

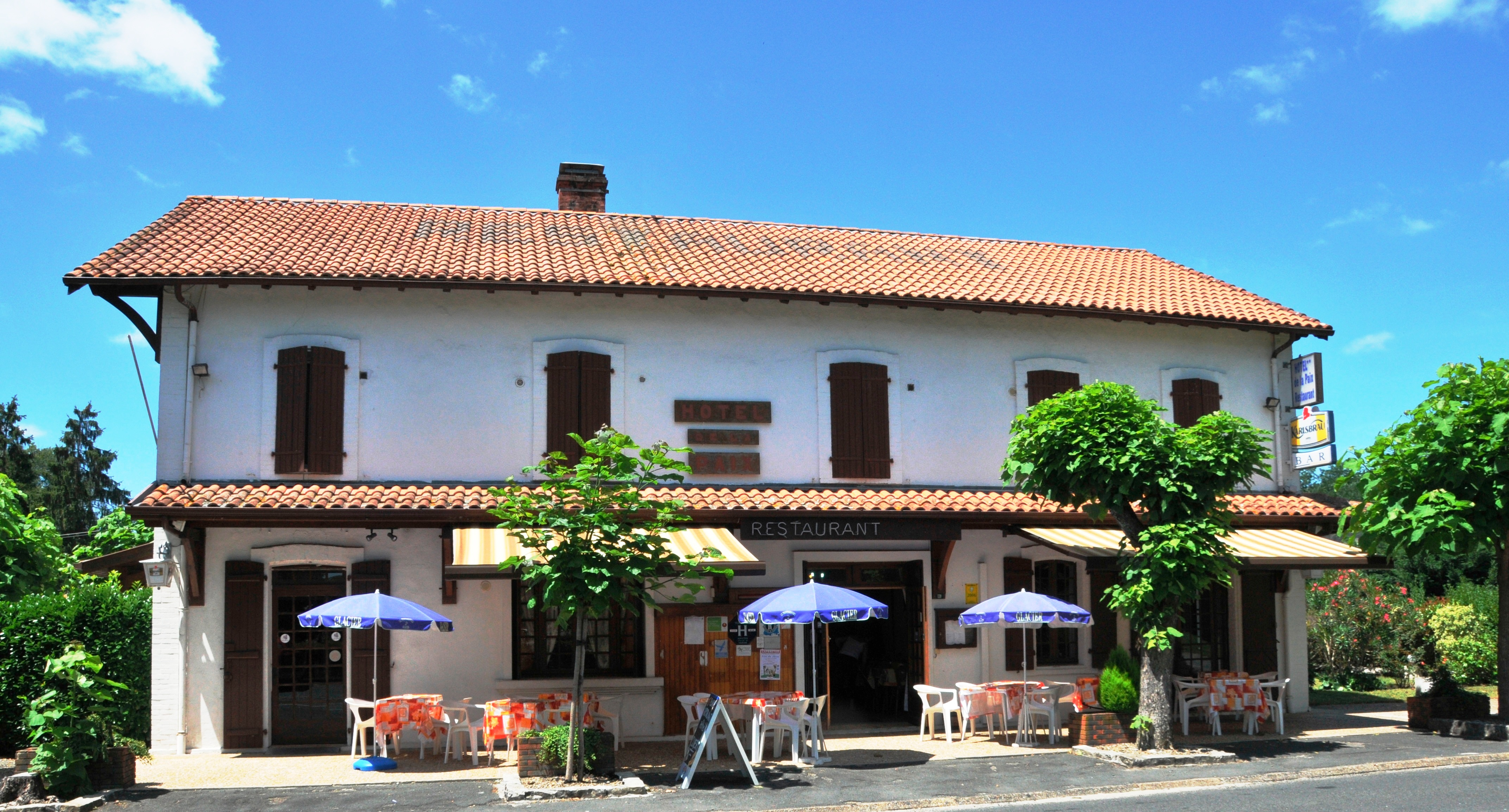
Hotel und Restaurant „Hôtel de la Paix“

- Bernard Coussau (1917–1998): Sohn eines kleinen Lebensmittelhändlers aus Herm. Nach der Kriegsgefangenschaft eröffnete er 1947 in Herm ein kleines Restaurant, zog dann aber nach Magescq, wo er 1955 sein nächstes Restaurant eröffnete. Bekanntheit erreichte er während seiner 20 Jahre währenden Tätigkeit mit einem Partyservice. Er erwarb ein Herrenhaus und baute es zu einem Hotel und luxuriösen Restaurant um. Eröffnung des Relais de la Poste war 1972. Heute wird das mit einem Stern im Michelin ausgezeichnete Haus von seinem Sohn Jean Coussau geleitet. Er ist einer der Maîtres cuisiniers de France.